# Giorgio Chiesura
Giorgio Chiesura Corona (Venezia, 29 marzo 1921 – Venezia, 1º marzo 2003) è stato uno scrittore e magistrato italiano.

## Biografia

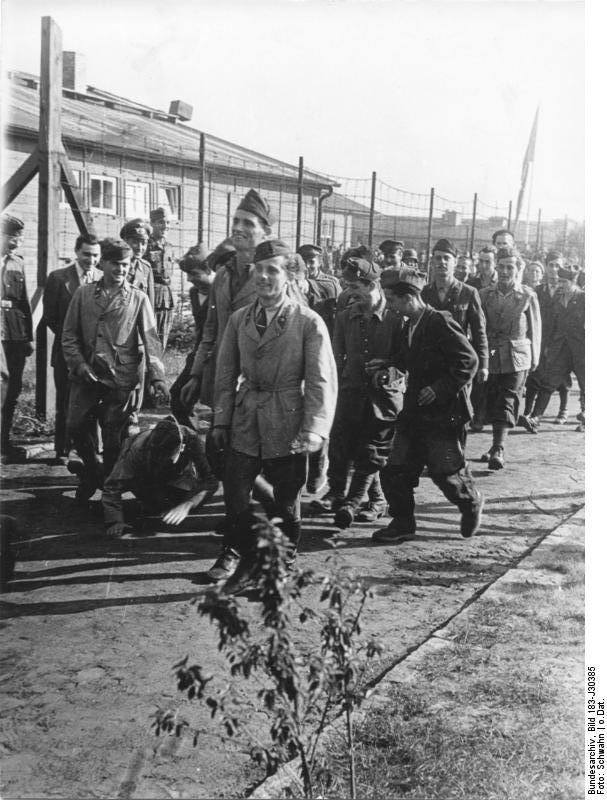
Militari italiani internati in Germania (1944)

Nato a Venezia nel 1921, dopo la maturità classica frequenta la facoltà di giurisprudenza di Padova e a vent'anni, nel 1941, pubblica il suo primo lavoro letterario: Ore volute. 
Con il secondo conflitto mondiale, interrompe gli studi, frequenta la scuola ufficiali e nel 1943 prende parte alla difesa della Sicilia invasa dalle truppe anglo-americane.
Dopo l'armistizio dell'8 settembre, torna a Venezia, si consegna prigioniero dei tedeschi ed è internato in Germania. Terminata la guerra, riprende gli studi interrotti, si laurea in diritto con Norberto Bobbio ed entra nella magistratura.
Nello stesso periodo, collabora come pubblicista con la Gazzetta del Nord e con Letteratura, un'importante rivista letteraria di Firenze fondata da Alessandro Bonsanti. Nel 1957 con l'editore Einaudi pubblica Non scrivete il mio nome una serie di interviste ai profughi della rivolta ungherese rifugiatisi in Italia. Nel 1969, riprendendo i temi del diario di guerra compilato nei giorni dell'invasione della Sicilia esce Sicilia 1943 e nel 1969  pubblica La zona immobile romanzo in versi basato sui ricordi del tempo di prigionia. Il romanzo, apprezzato dal pubblico e dalla critica, è tra i finalisti del Premio Strega.
Concludono il suo impegno letterario i romanzi Devozione (1990) e Villa dei cani (2001), riscrittura del precedente lavoro .
È morto nel 2003, a ottantadue anni, nella città natale.

## Opere
- Ore volute, Mantova, C. Barbieri, 1941.
- Non scrivete il mio nome, Torino, G. Einaudi, 1957.
- Sicilia 1943, Vicenza, Neri Pozza, 1964.
- La zona immobile, Milano, A. Mondadori, 1969.
- Devozione, Milano, A. Mondadori, 1990. ISBN 88-04-33565-3.
- Villa dei cani, Venezia, Marsilio, 2001. ISBN 88-317-7803-X.